# فلاديماكودا
وادي مكادة أو (نقحرة: فلاديماكودا) (بالإنجليزية: Valdemaqueda)‏ هي بلدية ومدينة في منطقة الحكم الذاتي وتقع في منطقة مدريد في وسط إسبانيا. تبلغ مساحة هذه المدينة (كم²)، ويبلغ عدد سكانها 630 نسمة حسب إحصاء سنة 2002 م.